# 家禽路 (里昂)
家禽路（Rue de la Poulaillerie）是法国里昂第二区的一条街道。此处原为家禽市场，因而得名 到1835年，交易移往室内市场。这是一条相当狭窄的街道，连接布雷斯特路与共和路。
从1604年到1652年，13号曾用作里昂市政厅，拥有佛罗伦萨风格的长廊，现在开设印刷博物馆，由莫里斯·奥丹建立。

## 建筑

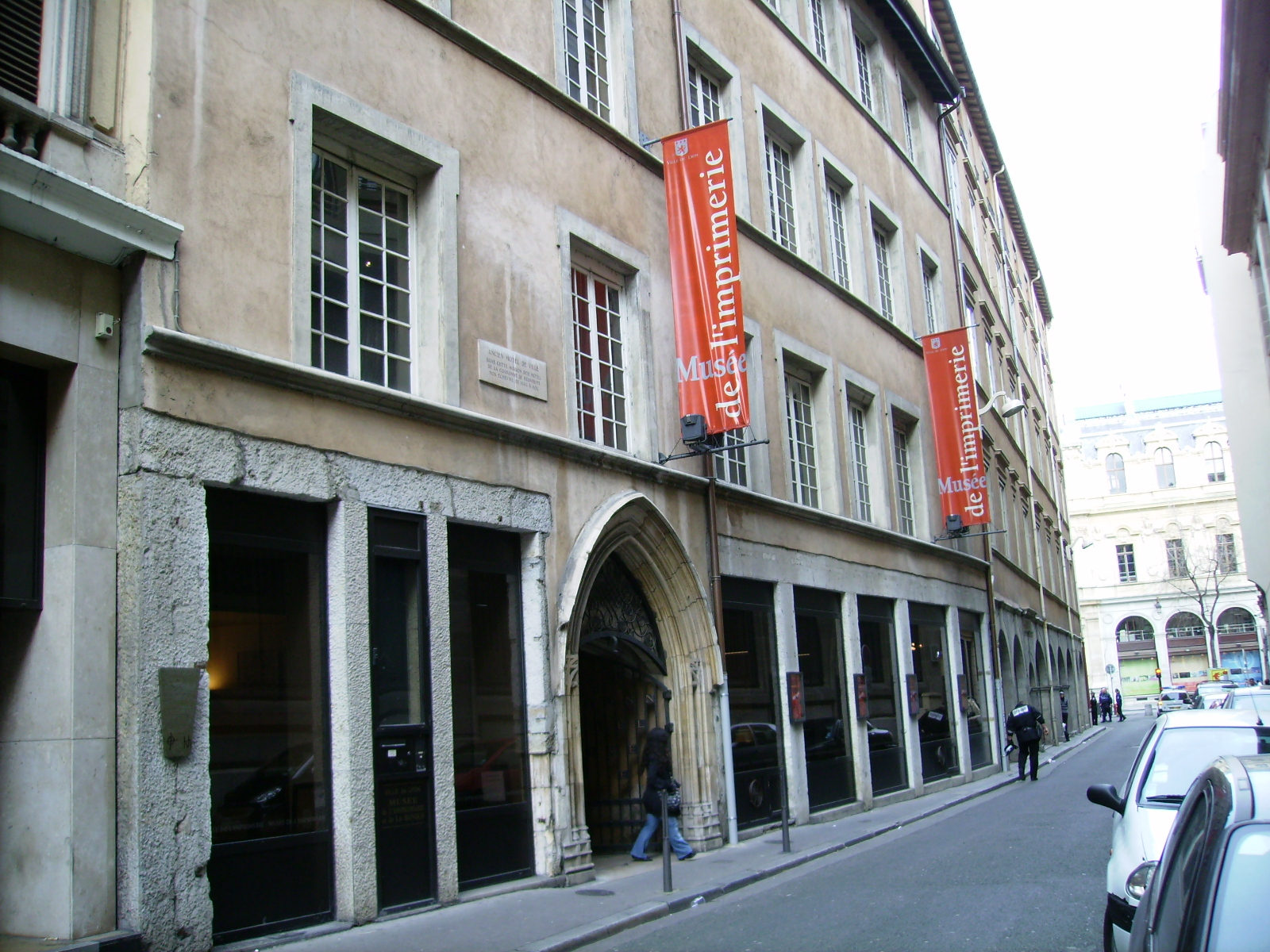
印刷博物馆，13号

这条路北面第一栋是四层建筑, 他们中最早的建于17世纪，然后与布雷斯特路交汇，该建筑是19世纪50年代建筑风格。
2005年，一个古钟以15万欧元的价格拍卖，但是罗纳省长和里昂市长颁布法令，阻止其出售，成为争论的主题。